# Cyprian Chotyniecki
Cyprian Chotyniecki (ur. 4 grudnia 1866 w  Hruszatycach,  zm. 26 października 1942 w Jarosławiu) – kanonik, proboszcz parafii greckokatolickiej w Jarosławiu.

## Życiorys
Urodził się w rodzinie księdza greckokatolickiego Jana. Po ukończeniu  gimnazjum w Przemyślu (1886) i seminarium duchownego wyświęcony został na księdza w 1891 roku. Proboszcz i dziekan parafii greckokatolickiej w Jarosławiu w latach 1906–1942. Od 1912 roku pełnił wiele ważnych funkcji kościelnych, w tym m.in. konsulatora konsystorza biskupiego, dziekana, komisarza dla szkół średnich w Jarosławiu, delegata biskupiego do Rady Szkół Okręgu Jarosławskiego i honorowego kanonika Kapituły Przemyskiej. Był gimnazjalnym katechetą greckokatolickim (1899–1906), diecezjalnym wizytatorem (w latach 1928–1931). Był współzałożycielem i prezesem Towarzystwa Bursa św. Onufrego, Towarzystwa Mieszczan i Rzemieślników „Rodyna” (1905–1942) oraz Towarzystwa „Proswita” (1910–1942), a także współzałożycielem (w 1929 roku) Powiatowego Związku Kooperatyw w Jarosławiu. Jego zasługą było założenie ochronki przy ulicy Pełkińskiej i sprowadzenia do jej prowadzenia Sióstr Służebnic Niepokalanej Panny Maryi. W latach 1918–1924, 1928–1939 był radnym miejskim. Po wkroczeniu Niemców do Jarosławia w 1939 roku wyznaczony został na jednego z 47 zakładników miasta. Radny rady powiatu w latach 1919–1934, 1939.

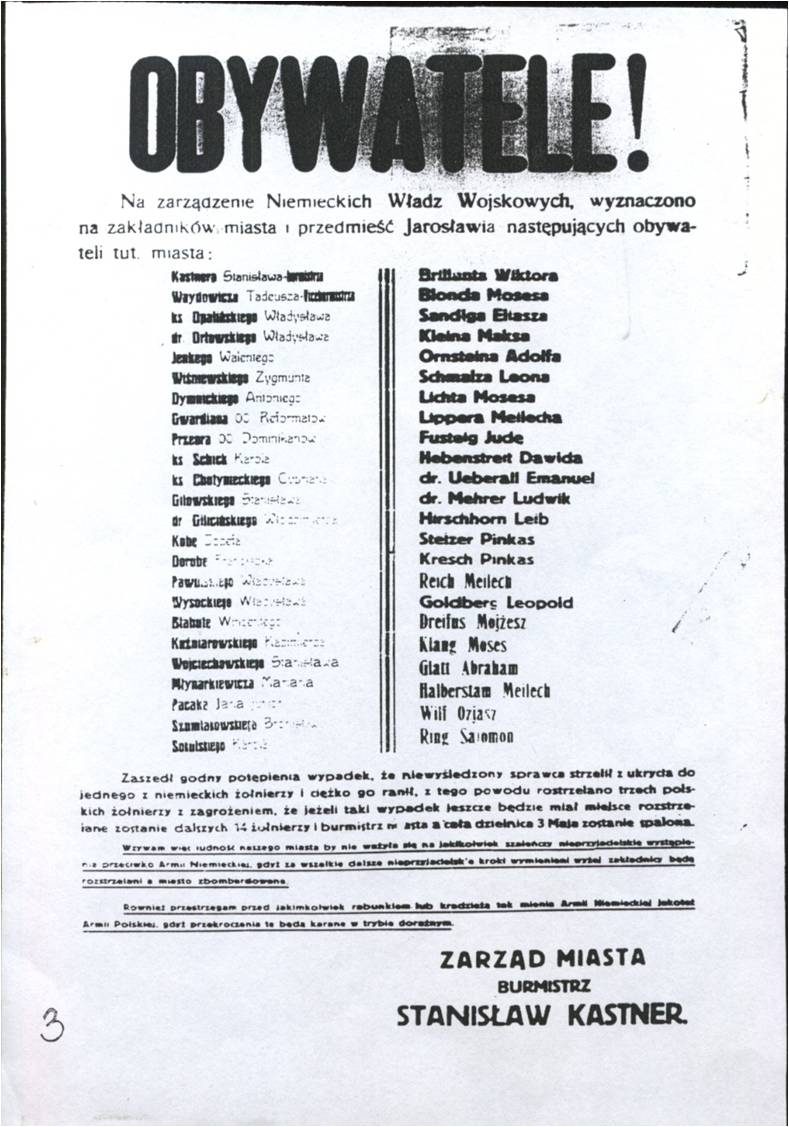
Lista zakładników miasta